# Универзитет Минесоте
Универзитет Минесоте (енгл. University of Minnesota) је државни универзитет у Минеаполису и Сент Полу. Кампус се налази у Минеаполису и Фалкон Хајтсу, предграђу Сент Пола, удаљене око 4,8 km. Најстарији је и највећи универзитет у систему Универзитета у Минесоти, а има девето по величини студентско тело главног кампуса у САД, са 52.376 студената на почетку академске године 2021/22.